# Vier Tage von Dünkirchen 2007
Die 53. Vier Tage von Dünkirchen fanden vom 8. bis 13. Mai 2007 statt. Das Radrennen wurde in sechs Etappen über eine Distanz von 932,4 Kilometern ausgetragen. Das Rennen ist Teil der UCI Europe Tour 2007 und dort in die höchste Kategorie 2.HC eingestuft.

## Etappen
| Etappe    | Tag     | Start – Ziel                      | km    | Etappensieger      | Führender          |
| --------- | ------- | --------------------------------- | ----- | ------------------ | ------------------ |
| 1. Etappe | 8. Mai  | Dünkirchen                        | 9     | Bradley Wiggins    | Bradley Wiggins    |
| 2. Etappe | 9. Mai  | Dünkirchen – Saint-Amand-les-Eaux | 190,8 | Piotr Zielinski    | David Boucher      |
| 3. Etappe | 10. Mai | Saint-Amand-les-Eaux – Caudry     | 184,9 | Mark Cavendish     | David Boucher      |
| 4. Etappe | 11. Mai | Arras – Arras                     | 199   | Gert Steegmans     | William Bonnet     |
| 5. Etappe | 12. Mai | La Bassée – Cassel                | 175,7 | Matthieu Ladagnous | Dominique Cornu    |
| 6. Etappe | 13. Mai | Steenvoorde – Dünkirchen          | 173   | Mark Cavendish     | Matthieu Ladagnous |